# Steel Authority of India
Steel Authority of India Limited (SAIL) — вторая крупнейшая сталелитейная компания Индии (после Tata Steel). Крупнейшим акционером является правительство Индии (64,9 % акций).
В списке крупнейших компаний мира Forbes Global 2000 за 2021 год заняла 1585-е место.

## История
История производства стали в Индии имеет многовековую историю, на начало XIX века индийская сталь превосходила по качеству английскую. С началом колонизации Индии отрасль пришла в упадок, её возрождение началось в начале XX века. В 1913 году была основана компания Tata Iron and Steel Company с первым современным сталелитейным заводом. За ней в 1918 году последовала Indian Iron & Steel Company британской фирмы Burn & Co. На 1947 год, когда Индия обрела независимость, производство стали в стране  составляло всего 2,5 млн тонн в год. Для создания крупной государственной сталелитейной компании в качестве консультантов были привлечены немецкие компании Krupp и Demag. В 1953 году в Роуркеле (штат Орисса) началось строительство металлургического комбината, для управления им в 1954 году была основана государственная компания Hindustan Steel («Сталь Хиндустана»); комбинат начал работу в 1959 году. К этому времени началось строительство ещё двух комбинатов, в Бхилаи с участием советских специалистов, и в Бургапуре с британским участием; все они были подчинены Hindustan Steel, также как и шахты, обеспечивавшие их рудой. К 1964 году, когда начал работу комбинат в Бокаро Стил Сити, выплавка стали достигла 6 млн тонн. За 20 лет существования Hindustan Steel лишь два года закончила с прибылью, проблемами компании были большие расходы на импорт оборудования, государственный контроль на цену продукции, неудачное расширение деятельности в производство сплавов и удобрений.
В 1973 году было создано Steel Authority of India (Управление сталелитейной промышленности Индии), поглотившее Hindustan Steel, а также национализированную Indian Iron & Steel Company. Хотя Управление с активами унаследовало и проблемы, выплавка стали в Индии к 1986 году выросла до 12,8 млн тонн, из них 7,1 млн тонн приходилось на комбинаты Управления, остальное — на Tata Steel. В следующие несколько лет производство стали сократилось из-за перебоев с электроснабжением и забастовками рабочих, также сказывался износ предприятий.

## Деятельность
Объём производства стали на сталелитейных комбинатах компании в 2020 году составил 14,97 млн тонн (24-е место в мире).
Основные заводы компании расположены в Бхилаи, Бокаро Стил Сити,
Дургапуре,
Роуркеле,
Бурнпуре,
Асансоле,
Салеме.